# ديرهام (إنجلترا)
ديرهام (بالإنجليزية: Dearham) هي قرية وبلدية مدنية في كامبريا، وكانت تاريخيا جزءًا من كامبرلاند، وتقع بالقرب من منتزه البحيرة الوطني في إنجلترا. تقع على بعد حوالي 2 ميل (3.2 كيلومتر) شرقًا من ماريبورت وعلى بعد 5 أميال (8.0 كيلومتر) غربًا من كوكرماوث.
وفقًا لتعداد عام 2001؛ بلغ عدد سكانها 2,028 نسمة، وارتفع إلى 2,151 نسمة في تعداد عام 2011.

## التاريخ
بفضل مواردها من الفحم وسهولة الوصول إلى السكك الحديدية، تعتبر ديرهام جزءًا من صناعة تعدين الفحم السابقة في كامبرلاند. شهدت زيادة في عدد سكانها من 515 في عام 1821 إلى 2,598 في عام 1891 نتيجة لتوسع صناعة تعدين الفحم. ومع ذلك، مع تراجع التعدين العميق وفيما بعد عمليات التعدين المفتوحة، توقفت صناعة الفحم عن توفير فرص عمل في المنطقة.
من الناحية التاريخية، كانت ديرهام تقع في دائرة وركينغتون بمقاطعة كامبرلاند، في حي أليرديلو بيلو ديروينت. كانت تتبع إدارياً لقسم ديروينت للجلسات القضائية الصغرى، واتحاد كوكرماوث، ومنطقة محكمة مقاطعة كوكرماوث ووركينغتون.
تنتمي القرية أيضًا إلى الرعية الريفية لماريبورت، والكاهن الريفي لغرب كامبرلاند، وأبرشية كارليل.

## الحكم
تُعتبَر ديرهام جزءًا من دائرة وركينغتون للبرلمان البريطاني. العضو الحالي في البرلمان عن دائرة وركينغتون هو مارك جينكينسون، عضو في حزب المحافظين الذي تم انتخابه خلال الانتخابات العامة عام 2019. كان فوز جينكينسون هو المرة الأولى التي يفشل فيها حزب العمال في الفوز بمقعد في الدائرة الانتخابية منذ عام 1979 والمرة الأولى التي يفوز فيها حزب المحافظين بالمقعد منذ انتخابات وركينغتون الفرعية عام 1976.
فيما يتعلق بالبرلمان الأوروبي، صوت السكان المقيمين في ديرهام لانتخاب أعضاء البرلمان الأوروبي لدائرة شمال غرب إنجلترا قبل حدوث خروج المملكة المتحدة من الاتحاد الأوروبي في عام 2020.
ولأغراض الحكومة المحلية يقع في منطقة سلطة كمبرلاند الوحدوية.
ديرهام لديها مجلس أبرشية خاص بها. مجلس أبرشية ديرهام 

## التعليم
القرية تحتوي على مدرسة ابتدائية بحوالي 253 طفل مسجلين، ولديها أيضا حضانة بحوالي 26 طفل مسجلين.
يحضرون معظم الشباب في ديرهام مدارس ثانوية مثل مدرسة نيذرهول في ماريبورت ومدرسة كوكرماوث في كوكرماوث ومدرسة كيسويك في كيسويك للحصول على تعليمهم الثانوي.

## كنيسة سانت مونجو
كنيسة سانت مونغو، التي بُنيت في بداية القرن الثاني عشر، هي مبنى من الحجر، يحتوي على كورَّة من القرن الثالث عشر، وسفينة، ومدخل جنوبي من القرن الثالث عشر، وبرج دفاع من القرن الرابع عشر.

## محطة قطار ديرهام
محطة قطار ديرهام (لا تتبنى الالتباس مع محطة جسر ديرهام للقطار) كانت عبارة عن محطة على الخط الفرعي الأحادي لسكة حديد ماريبورت وكارليل (M&CR) في مقاطعة كامبرلاند حينها، والآن تقع في كامبريا، إنجلترا.
أُفتتحت المحطة في عام 1867، وكانت تقع على الحافة الجنوبية الشرقية لقرية ديرهام باتجاه كروسبي. خدمة المرور عبر المحطة استمرت حتى عام 1935.

## نقابة الجريمة سميث
عصابة الجريمة سميث كانت مقرها الأصلي في بلدة أسباتريا القريبة، والآن يكون مقرها الرئيسي في ديرهام. 

## المشاهير
- ألفين أكيرلي، لاعب كرة قدم محترف في دوري الرجبي .
- هاري آرتشر، لاعب كرة قدم محترف في دوري الرجبي.
- ويليام سلاتر كالفيرلي ، النائب .
- جون كوثبيرتسون، صانع الآلات الموسيقية.
- جون أوسماستون، صاحب منجم ديرهام. [16]

## روابط خارجية
- صندوق تاريخ مقاطعة كمبريا: ديرهام (ملحوظة: بحث مؤقت فقط - راجع صفحة النقاش)
- صفحة جينوكي(tm).